# Hapalemur alaotrensis
Hapalemur alaotrensis је врста полумајмуна из породице лемура (Lemuridae). 

## Распрострањење
Ареал врсте је ограничен на једну државу – Мадагаскар.

## Станиште
насељава шуме, поља риже, мочварна и плавна подручја и језера и језерске екосистеме.

## Угроженост
Ова врста је крајње угрожена и у великој опасности од изумирања.